# Vonigeasa
Vonigeasa – wieś w Rumunii, w okręgu Ardżesz, w gminie Cuca. W 2011 roku liczyła 38 mieszkańców.